# De blindmaking van Simson
De blindmaking van Simson is een schilderij van de Hollandse kunstschilder Rembrandt van Rijn, geschilderd in 1636, olieverf op linnen, 206 × 276 centimeter groot. Het toont het Bijbelse verhaal van de blindmaking van Simson, wiens immense kracht hem door het knippen van zijn haren vlak daarvoor was ontnomen.
Het schilderij bevindt zich sinds 1905 in de collectie van het Städel Museum te Frankfurt am Main. Na een fondsenverwerving werd het voor het destijds enorme bedrag van 336.000 mark aangekocht van de Oostenrijkse familie Schönborn.
Een aantal jaren eerder, in 1629-1630, maakte Rembrandt al een schilderij naar het thema van Simson en Delila.

## Simson
Simson was een Bijbelse held over wie wordt verteld in Richteren 13-16. Met de hulp van God, die hem had begiftigd met een enorme lichaamskracht, voerde hij namens het volk van Israël strijd tegen de Filistijnen. Als Nazireeër mocht hij echter zijn haar niet laten knippen, want anders zou hij zijn fysieke kracht verliezen.
Simson liet zich echter het hoofd op hol brengen door de sluwe Filistijnse Delila, die hem het geheim van zijn onoverwinnelijkheid ontfutselde. Tegen betaling verraadde ze hem aan haar Filistijnse vorsten. Ze wiegde hem in slaap op haar knieën en liet hem zeven haarlokken van zijn hoofd afscheren, waardoor zijn enorme kracht volledig van hem week. Toen Simson ontwaakte grepen de Filistijnen hem vast, staken zijn ogen uit en voerden hem naar de woestijn waar ze hem vastbonden aan een molen.
Later werd hij naar de tempel van Dagan gebracht om het volk te vermaken tijdens een offerfeest. Daar vroeg hij God - zijn haar was intussen weer aangegroeid - om hem nog eenmaal zijn kracht terug te geven. Toen God zijn verzoek inwilligde trok hij de twee tempelpilaren waaraan hij was vastgebonden omver, om samen met duizenden Filistijnen te sterven.

## Afbeelding
Rembrandt laat de compositie van zijn schilderij domineren door figuren die in groot tumult over elkaar heen tuimelen. Simson is overweldigd en worstelt als een in het nauw gedreven prooidier. De pijn van het oog dat wordt uitgestoken wordt uiterst realistisch afgebeeld door zijn krampachtig verdraaide lichaamshouding, het opgetrokken been en de in zijn doodstrijd gekromde tenen. Rembrandt beeldt het tafereel af met een brute wreedheid die haar weerga niet kende. Het lijkt welhaast of het verbeelden van dit fysieke geweld hem persoonlijk genoegen verschaft. De focus ligt geheel op de pijn van Simson en de intensiteit ervan wordt nog verhevigd door de reacties van de daders en omstanders, die een wrede meedogenloosheid uitstralen.

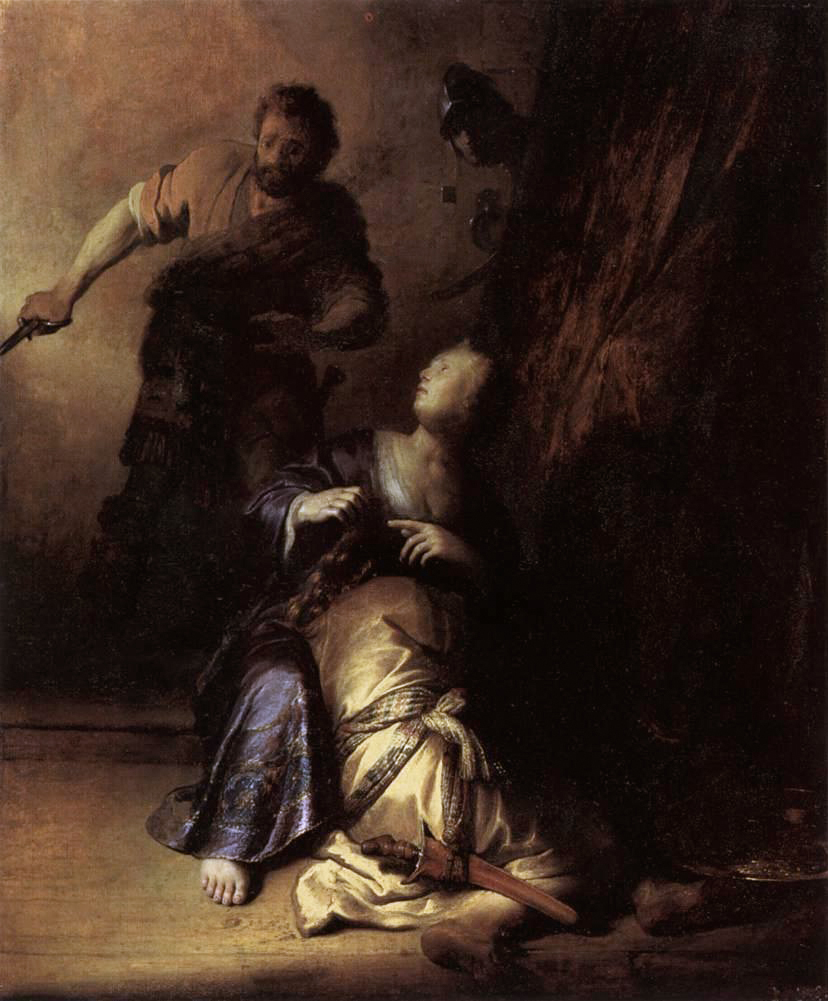
Rembrandt. Simson en Delila. 1629-1630. Berlijn, Staatliche Museen zu Berlin, Gemäldegalerie.

Het fundamenteel dramatisch effect van De blindmaking van Simson wordt nog versterkt door het caravaggistisch gebruik van de lichtinval. De tegenstelling tussen de lichte achtergrond links en de donkere voorgrond wordt gebruikt als metafoor voor Simsons lot: hij stort letterlijk en figuurlijk van het licht in de duisternis. Het gezichtsvermogen dat hem in staat stelde de schoonheid van Delila te zien is hem voorgoed ontnomen.
Delila wordt in de kunstgeschiedenis vaak verbeeld als het prototype van vrouwenlist: ze symboliseert de mooie vrouw die een machtige man door haar sluwheid ten val brengt. Rembrandt toont haar nadrukkelijk als een laaghartige vrouw, met in de ene hand nog de schaar en in de andere hand Simsons lokken, die ze omhoog houdt tegen het licht. Met een triomfantelijke blik ziet ze zijn vernedering aan. Hij is machteloos, ten prooi gevallen aan zijn seksuele driften.
Met dat laatste zij tevens gewezen op de morele boodschap van het schilderij, welke Rembrandt mogelijk ontleende aan de mythe van Tityus die in de Hades werd gefolterd als straf voor zijn tomeloze wellust, welk verhaal hij kende uit het werk van Karel van Mander.

## Aanbieding aan Huygens
Constantijn Huygens was secretaris van stadhouder Frederik Hendrik en bemiddelde in diens kunstaankopen. In de jaren 1630 beval hij als zodanig meerdere werken van de nog jonge Rembrandt aan bij de Oranjes en beschouwde hem min of meer als zijn ontdekking en protegé. In 1639 schonk Rembrandt Huygens een doek dat gezien de afmetingen als vermeld in de aanbiedingsbrief zo goed als zeker De blindmaking van Simson moet zijn geweest. Een vaak gestelde vraag is of Huygens het schilderij heeft aangenomen. In de basis zijn er twee aanwijzingen om aan te nemen dat dit niet het geval is geweest: om te beginnen vermeldt Rembrandt in zijn correspondentie dat hij wist dat hij het doek tegen de zin van Huygens opstuurde. Een andere contra-indicatie is dat het schilderij niet voorkomt in de overvloedige contemporaine bronnen rondom Huygens. Daarenboven is wel geopperd dat Huygens het geschenk niet wilde aannemen omdat hij mogelijk bang was dat Rembrandt een financiële tegenprestatie voor een dergelijk kostbaar schilderij verwachtte, of omdat hij zich niet verplicht wilde voelen Rembrandts carrière te blijven promoten.